# Regiunile Mauritaniei
Mauritania este divizată în 13 regiuni:
1. Adrar
2. Assaba
3. Brakna
4. Dakhlet Nouadhibou
5. Gorgol
6. Guidimaka
7. Hodh Ech Chargui
8. Hodh El Gharbi
9. Inchiri
10. Nouakchott (capitala)
11. Tagant
12. Tiris Zemmour
13. Trarza